# Spjutaftonfly
Spjutaftonfly (Acronicta cuspis) är en fjärilsart som beskrevs av Jacob Hübner 1818. Spjutaftonfly ingår i släktet Acronicta och familjen nattflyn. Arten är reproducerande i Sverige. Inga underarter finns listade i Catalogue of Life.

## Bildgalleri

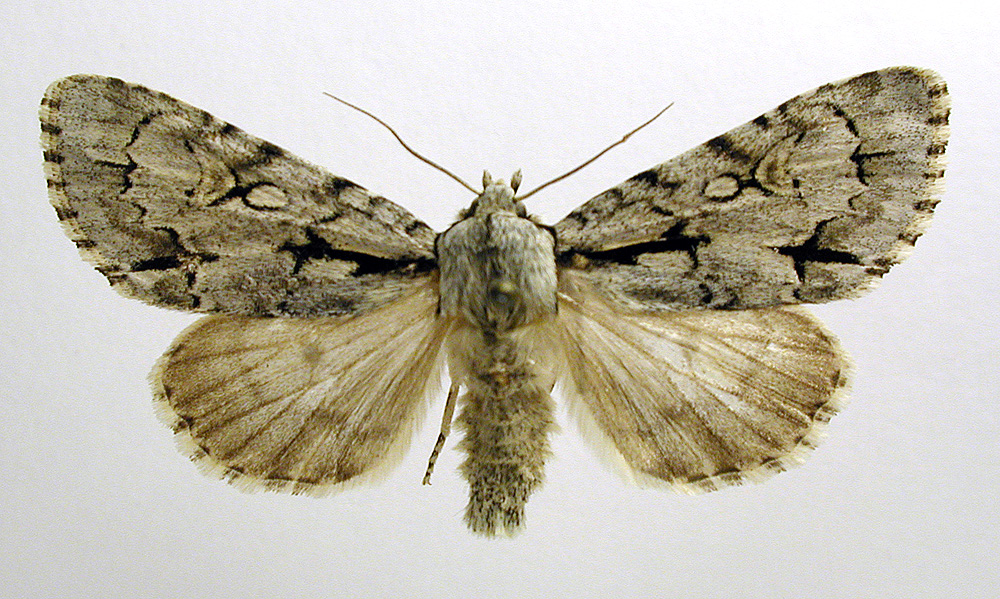